# Selendioxid
Selendioxid är en kemisk förening av selen och syre med formeln SeO2.

## Egenskaper
I fast form är selendioxid en polymer med omväxlande selen- och syre-atomer. I gasform antar det samma struktur som svaveldioxid. Selendioxid är giftigt och bildar selensyrlighet vid kontakt med vatten.

## Framställning
Selendioxid kan framställas genom att oxidera selen genom förbränning i luft, med salpetersyra eller väteperoxid.
{\displaystyle {\rm {Se+O_{2}\rightarrow SeO_{2}}}}
{\displaystyle {\rm {Se+2\ HNO_{3}\rightarrow SeO_{2}+2\ HNO_{2}}}}
{\displaystyle {\rm {Se+2\ H_{2}O_{2}\rightarrow SeO_{2}+2\ H_{2}O}}}

## Användning
Selendioxid används för att färga glas rött eller för att balansera den blå färg som föroreningar av kobolt ger. Den ingår också i vissa blåneringsvätskor och som toner vid framkallning.